# 棘指角蟾
棘指角蟾（学名：Megophrys spinata）为角蟾科角蟾属的两栖动物，是中国的特有物种。分布于广西、湖南、四川、贵州、云南等地，多栖息于小山溪旁的草灌丛中或石块下。其生存的海拔范围为800至1800米。该物种的模式产地在贵州雷山。

## 保护
本种于2023年被收录入《有重要生态、科学、社会价值的陆生野生动物名录》。